# Iris van Berne
Iris van Berne (5 de septiembre de 1990) es una modelo neerlandesa.

## Carrera
Iris van Berne fue descubierta por CODE Management en 2009. Firmó con NEXT Model Management en Nueva York, París, Milán y Londres, Iris empezó a modelar para Gianfranco Ferre y Missoni. Cuando fue elegida para desfilar para Prada en 2012 su carrera comenzó a tomar forma, trabajando para la Vogue alemana, mexicana, japonesa y neerlandesa y modelando para Dior, Valentino, Chanel, Gucci y Céline entre otras. Durante su carrera ha sido el rostro de Oscar de la Renta, Cacharel, Gant y COS.